# Jargalant (distrikt i Mongoliet, Archangaj)
Jargalant (mongoliska: Жаргалант Сум, Жаргалант) är ett distrikt i Mongoliet.   Det ligger i provinsen Archangaj, i den centrala delen av landet, 500 km väster om huvudstaden Ulaanbaatar.